# مایدا مارکراف
مایدا مارکراف (انگلیسی: Maida Markgraf؛ زادهٔ ۱۳ مارس ۱۹۹۱) بازیکن فوتبال اهل مونته‌نگرو است.
وی همچنین در تیم ملی فوتبال زنان مونته‌نگرو بازی کرده‌است.